# Locais de sepultamento dos reis da Grécia
Esta é uma lista dos locais de sepultamento dos reis da Grécia.

## NaAlemanha

### Theatinerkirche, emMunique
| Monarca | Imagem do monarca | Data de falecimento           | Local do falecimento | Imagem do sarcófago | Observações                                                                                               |
| ------- | ----------------- | ----------------------------- | -------------------- | ------------------- | --- |
| Oto     |                   | 26 de julho de 1867 (52 anos) | Bamberga, Baviera    |                     | Faleceu no palácio dos antigos bispos de Bamberg, apenas cinco anos depois de ter sido forçado ao exílio. |

## NaGrécia

### Cemitério RealdoPalácio de Tatoi, emAcarnas,Ática
| Monarca        | Imagem do monarca | Data de falecimento             | Local do falecimento                       | Imagem do túmulo | Observações |
| -------------- | ----------------- | ------------------------------- | ------------------------------------------ | ---------------- | --- |
| Jorge I        |                   | 18 de março de 1913 (67 anos)   | Tessalônica, Império Otomano               |                  | O rei foi assassinado enquanto passeava em Tessalônica sem nenhuma força significativa de proteção. Ele foi baleado nas costas por Aléxandros Schinàs enquanto caminhava durante a tarde do dia 18 de março de 1913 perto da Torre Branca. O atirador "disse pertencer a uma organização socialista" e "declarou ao ser preso que havia matado o Rei por ele ter se recusado a lhe dar dinheiro". A bala penetrou o coração de Jorge e ele morreu na hora.                                |
| Alexandre      |                   | 25 de outubro de 1920 (27 anos) | Palácio de Tatoi, Atenas, Reino da Grécia  |                  | Morreu de sepse 23 dias após ter se machucado enquanto caminhava pelos terrenos do Palácio de Tatoi. Um macaco-de-gibraltar doméstico que pertencia ao intendente das videiras do palácio atacou ou foi atacado por Fritz, o pastor-alemão do rei, e o monarca tentou separar a briga. Ao fazer isso outro macaco o atacou e o mordeu na perna e no torso. Vários criados chegaram e foram atrás dos macacos (que acabaram sendo sacrificados),.                                          |
| Constantino I  |                   | 11 de janeiro de 1923 (54 anos) | Palermo, Sicília, Reino de Itália          |                  | Morreu durante seu exílio, em Palermo, Sicília, de insuficiência cardíaca. Foi enterrado inicialmente na Igreja Russa em Florença. Após a sua restauração ao trono grego, Jorge II organizou a repatriação dos restos mortais de membros da sua família que morreram no exílio. Importante cerimônia religiosa que reuniu, durante seis dias, em novembro de 1936, todos os membros da família real ainda vivos. O corpo de Constantino foi enterrado no cemitério real do Palácio Tatoi. |
| Jorge II       |                   | 1 de abril de 1947 (56 anos)    | Novo Palácio Real, Atenas, Reino da Grécia |                  | Morreu de arteriosclerose em 1º de abril de 1947, depois de ter sido descoberto inconsciente no seu quarto no Palácio Real de Atenas. Quando a notícia foi anunciada alguns pensavam que se tratava de uma brincadeira do Dia da Mentira. |
| Paulo          |                   | 6 de março de 1964 (62 anos)    | Atenas, Reino da Grécia                    |                  | Faleceu em decorrência de um câncer de estômago, logo após uma cirurgia ser realizada. |
| Constantino II |                   | 10 de janeiro de 2023 (82 anos) | Hospital Hygeia, Atenas, Grécia            |                  | Morreu de um derrame em 10 de janeiro de 2023, aos 82 anos. O funeral realizou-se a 16 de janeiro de 2023 na Catedral Metropolitana de Atenas, na presença de vários chefes de Estado. Era o último rei da Grécia ainda vivo. |